# 疑带枣螺
疑带枣螺（学名：Bulla difficilis）为枣螺科枣螺属的动物。分布于日本以及中国大陆的海南等地，属于暖水性种类。其常见于潮间带岩石、珊瑚礁、砂质底。

## 亚种
- 双纹壶腹枣螺（学名：Bulla ampulla bifasciata），Menke于1854年命名。分布于斐济、菲律宾以及中国大陆的海南等地，属于暖水性种类。其一般栖息于潮间带岩石、珊瑚礁间。[2]
- 三纹壶腹枣螺（学名：Bulla ampulla trifasciata），Sowerby于1868年命名。分布于日本、菲律宾、印度尼西亚、所罗门群岛以及中国大陆的海南等地，属于暖水性种类。其常生活于潮间带石头下、珊瑚礁间。[3]